# トマス・ラウプ
トマス・リネマン・ラウプ（Thomas Linnemann Laub 1852年12月5日 - 1927年2月4日）は、デンマークのオルガニスト、作曲家。教会音楽を専門とした。

## 生涯
フュン島のLangå Sognに生まれた。牧師のLangåを父とし、母はFredericiaであった。ソーレ学校（Sorø Akademi）で1871年に学位を取得。神学の勉強をやめにしてデンマーク音楽アカデミーに入学、オルガニストとしての訓練を受けた。その後副牧師としてTrinitatis教会（1877年–1881年）、オルガニストとしてHelligånds教会（1884年–1891年）、Holmens教会（1891年–1925年）と、  デンマークの3か所の教会に勤めている。
イタリアへの長期旅行（1882年–1883年）とバイエルンへの短期滞在（1886年）の影響から1887年に教会で歌われる讃美歌の本を出版し、その中で初めて教会歌唱の革新を訴えた。他の音楽家からの猛烈な批判を浴びつつも、自らの改革案を堅持したラウプは広く議論を巻き起こした。彼が作曲した曲の多くは教会音楽と民謡を中心としており、後には民謡の歌唱へ集中するようになっていた。
1927年、ゲントフテに74歳で没しゲントフテ墓地に埋葬された。